# Yin Lihua
Yin Lihua (chiń. 陰麗華); również jako cesarzowa Guanglie (光烈皇后, ur. 5, zm. 64) – druga żona i cesarzowa cesarza Chin Guangwu.

## Pochodzenie i małżeństwo
Yin Lihua urodziła się i dorastała w mieście Nanyang – tym samym z którego pochodził jej mąż. Kiedy miała zaledwie trzynaście lat, zakochany w niej książę Liu Xiu miał według Księgi Późniejszych Hanów powiedzieć: Jeśli kiedykolwiek chciałem coś zrobić, jeśli kiedykolwiek chciałem mieć żonę to musi nią być Yin Lihua!
Ojciec Yin zmarł wcześnie, kiedy miała sześć lat a jego imię nie przetrwało do naszych czasów. Jej matka pochodziła z rodu Deng. Przyszła cesarzowa miała czterech braci: jednego z poprzedniej żony ojca – Yin Shi i trzech urodzonych z jej matki: Yin Xinga, Yin Jiu i Yin Xina. Zgodnie z Księgą Późniejszych Hanów rodzina Yin pochodziła od znanego ministra z Okresu Wiosen i Jesieni Guan Zhonga.
W 23 roku, kiedy Liu Xuan przywrócił panowanie dynastii Han, przyjmując imię cesarza Gengshi, Liu Xiu poślubił Yin Lihua. Wkrótce Liu Xiu zerwał z cesarzem Gengshi i ogłosił się cesarzem Guangwu oraz przeniósł stolicę do Luoyang. W tym czasie poślubił też Guo Shengtong, siostrzenicę miejscowego władcy Liu Yanga, księcia Zhending, która jeszcze w tym samym roku urodziła mu syna, księcia Liu Qianga.

## Cesarska konkubina
W 26 roku cesarz postanowił uczynić z jednej ze swoich konkubin cesarzową i chociaż wciąż był zakochany w bezdzietnej do tej pory konkubinie Yin, to cesarzową została konkubina Guo, której syn, Liu Qiang, został następcą tronu. W 28 roku konkubina urodziła swoje pierwszego syna, księcia Liu Yanga. W 33 jej matka, pani Deng i Yin Xin zostali zabici przez złodzieja, który włamał się do ich pałacu. Cesarz opłakiwał tragiczną śmierć bliskich ukochanej i chcąc wspomóc rodzinę ukochanej nadał Yin Jiu i  Yin Xing tytuły markizów. Jednak obaj bracia nakazali konkubinie Yin by przede wszystkim dbała o cesarza i dynastię Han, oraz nie szukała zaszczytów dla rodziny. Wiadomo, że konkubina wzięła sobie radę braci do serca.
Jako cesarska konkubina Yin nie będąc cesarzową wciąż była uwielbiana przez cesarza Guangwu jako jego pierwsza miłość. Podobnie jak cesarzowa Guo urodziła mu pięciu synów.
W 41 roku cesarzowa straciła resztkę uczuć męża i próbując go odzyskać jeszcze bardziej go rozwścieczała. W tym samym roku została pozbawiona tytułu i w przeciwieństwie do odrzuconych poprzedniczek nie została otruta ani uwięziona – otrzymała tytuł księżnej wdowy Zhongshan, utworzony od książęcego tytułu jej syna.

## Cesarzowa
Nie chcąc zrazić do siebie poprzedniej cesarzowej cesarz postanowił pozostawić syna Guo, następcę tronu księcia Liu Qinga na pozycji dziedzica. Jednakże książę wyrzekł się tego zaszczytu jako zbyt wielkiego jak na jego siły i poprosił by cesarz wskazał jednego z synów cesarzowej Yin na swoje miejsce. Guangwu początkowo odmówił, ale wreszcie w 43 roku zgodził się uczynić nowym następcą tronu księcia Liu Yanga, najstarszego syna cesarzowej.
Cesarzowa Yin nie jest od tego czasu zbyt często wymieniana w kronikach – prawdopodobnie dlatego, że nie próbowała zwiększyć swojego wpływu na politykę. Jednakże jej trzej bracia byli markizami i wysokimi urzędnikami, mimo próśb siostry o nie wywyższanie jej rodziny. Wiadomo, że obdarzała macierzyńskim uczuciem wszystkie dzieci cesarza, ale jej ulubieńcem był najmłodszy syn jej poprzedniczki, Liu Yan, książę Zhongshan i po śmierci jego matki w 52 roku cesarzowa Yin traktowała go jak własnego syna i poprosiła cesarza by pozwolił jej go adoptować.

## Cesarzowa wdowa
Cesarz Guangwu zmarł w 57 roku i jego następcą został książę Liu Yang, przyjmując imię cesarza Minga (57 – 75). Wkrótce też nadał jej tytuł cesarzowej wdowy. Miała ona spory wpływ na swojego syna, ale nie tak wielki jak w przypadku wcześniejszych cesarzowych wdów.
59 rok przyniósł rodzinie cesarzowej wdowy tragedię, która podzieliła ją na dwa zwalczające się obozy. Syn jej brata Yin Jiu, markiza Xinyang, Yin Feng poślubił córkę Liu Xiu Liu Shou, księżniczkę Liyi. Liu Shou była zazdrosna i arogancka, czym tak rozwścieczała męża, że ten pewnego dnia ją zabił i został za to stracony. Yin Jiu i jego żona popełnili samobójstwo.
W 60 roku cesarzowa wdowa Yin zgodziła się na prośbę cesarza Minga o nadanie konkubinie Ma tytułu cesarzowej. Cesarzowa Ma była córką Ma Yuana, bliskiego przyjaciela cesarzowej wdowy i jej męża, cenionego za dobroć i całkowity brak zazdrości.
W tym samym roku cesarz i jego matka odwiedzili dom, w którym mieszkał przyszły cesarz Guangwu i konkubina Yin w Nanyangu gdzie gościnnie przyjęli ich dalecy krewni.
Cesarzowa wdowa Yin zmarła w 64 roku i została pochowana obok swojego męża, cesarza Guangwu.